# Caspa
La caspa (castellanisme), peladina, arna o crisma és un procés en què la pell del cuir cabellut pateix una descamació excessiva.
La peladina es pot produir per un augment de la secreció de les glàndules sebàcies, o per sequedat de la pell del crani, encara que la causa exacta es desconeix.
Pot induir la presentació de pruïja.
Millora amb el rentatge freqüent dels cabells i amb la utilització de xampús especials receptats pel metge.